# Nationaal park Butrint
Het nationaal park Butrint (Albanees:Parku Kombëtar i Butrintit) is een nationaal park in het zuiden van Albanië.
Kern van het park is de archeologische site Butrint met belangrijke Grieks, Romeinse, Byzantijnse en Venetiaanse overblijfselen, die sinds 1992 op de Werelderfgoedlijst van de Unesco staat. Het park zelf werd in 2000 ingesteld; in 2005 werd het uitgebreid tot de huidige omvang: 
- 3980 ha werelderfgoed;
- 592 ha recreatiezone (en buffer voor het werelderfgoed);
- 3081 ha zone voor traditioneel gebruik (en buffer voor het werelderfgoed);
- 938 ha zone voor duurzaam gebruik (en buffer voor het werelderfgoed).

Het park is sinds 2003 een internationaal Ramsargebied. Het Meer van Butrint (Liqeni i Butrintit) is een belangrijke zoutwaterlagune, die via het Vivarkanaal in verbinding staat met de Straat van Korfoe. Tot de fauna van het gebied behoren de dunbekwulp, de Middellandse Zeeschildpad en de monniksrob.